# Спесивцев, Александр Николаевич
Алекса́ндр Никола́евич Спеси́вцев (род. 1 марта 1970, Новокузнецк, Кемеровская область, РСФСР, СССР) — советский и российский серийный убийца, насильник, педофил, каннибал, истязатель и похититель. С мая по июнь 1991 года и с февраля по октябрь 1996 года насиловал, пытал и убивал женщин и детей, плоть некоторых жертв употреблял в пищу. На его счету 20 доказанных убийств; по непроверенным данным, распространяемым в СМИ, количество жертв маньяка может доходить до 82 человек. Преступления совершались в родном городе Александра — Новокузнецке, особенностью его преступлений является совершение их в собственной квартире. В совершении преступлений ему помогала его мать, которая впоследствии также понесла наказание.

## Биография

### Детство
Александр Спесивцев родился 1 марта 1970 года в Новокузнецке и жил в доме №53 по Пионерскому проспекту (квартира №357) вместе со своей матерью Людмилой, отцом Николаем и старшей сестрой Надеждой. Отец сильно пил и изменял матери, но она с ним рассталась только через 15 лет после заключения брака, в середине 1970-х годов, так и не оформив развод официально. Впоследствии в трёхкомнатной квартире своих родителей Спесивцев и совершал все преступления.
Александр Спесивцев родился с дефицитом веса и часто болел. До 12 лет он спал в постели матери. Его можно было назвать хулиганистым ребёнком, но мать всегда его защищала.
Когда Людмилу Спесивцеву, работавшую завхозом в школе, уволили за хищения сантехники, она устроилась в суд помощницей адвоката. Она любила приносить домой уголовные дела с фотографиями трупов и подолгу рассматривала их вместе с сыном. Уголовные дела заменяли Спесивцеву книги; впоследствии на допросе он рассказывал, что у него было странное ощущение, когда он разглядывал фотографии. Надежда Спесивцева работала в том же суде секретарём.

### Преступления
В 1988 году Спесивцев был направлен на принудительное лечение в психиатрическую больницу №12 города Новокузнецка за кражу.
В 1991 году Спесивцев познакомился с 17-летней Евгенией Гусельниковой. Они вместе гуляли, Александр читал ей стихи, но однажды избил её, и она решила разорвать отношения с ним; после этого он запер девушку в своей квартире и месяц жестоко истязал. По официальной версии, Евгения Гусельникова умерла от сепсиса; всё её тело было покрыто гнойными нарывами, из-за которых врачи не смогли установить истинную причину смерти.
Врачи выяснили, что Спесивцев нуждался в психиатрическом лечении, и в 1992 году по решению Новокузнецкого народного суда его отправили в Орловскую специализированную психиатрическую клинику-стационар с диагнозом «шизофрения». Через 3 года (в 1995 году) Спесивцев был выписан из стационара с признаками ремиссии, но записей о его выписке сделано не было, и впоследствии правоохранительные органы считали, что он в клинике. Также Спесивцева сильно беспокоило незаживающее воспаление полового органа, поскольку в клинике по его же собственной просьбе один из его соседей по палате вшил туда дробинку.
Первой жертвой Спесивцева после выписки из психиатрической больницы стала 21-летняя Елена Трунова. Он впервые увидел её накануне вечером во время застолья в гостях у соседа. Спесивцев ушёл домой, а утром вернулся, чтобы проверить, как дела у соседа и женщины. Поскольку выяснилось, что мужчина собирается уходить на работу, Спесивцев привёл Трунову в свою квартиру. Оказавшись наедине с гостьей, он попытался заняться с ней сексом, но это закончилось неудачей. Затем, со слов Спесивцева, она стала ругаться на него нецензурными словами, он разозлился и решил её напугать: пошёл на кухню, взял со стола кухонный нож, зашёл назад в спальню и ударил женщину ножом в грудь и живот; от полученных ранений Трунова скончалась. Вечером того же дня в квартиру пришла его мать, которую Спесивцев попросил убрать труп. Он утверждал, что вскоре после этого лёг спать, а когда проснулся, дома не было ни матери, ни тела Труновой. По версии следствия, в тот вечер либо Александр, либо его мать, либо они вместе расчленили тело Труновой, а затем Людмила Спесивцева вынесла останки из квартиры по частям и закопала на пустыре неподалёку.
С марта по август 1996 года Спесивцев в своей квартире убил ещё 15 человек. Соседка Спесивцевых, пенсионерка Лидия Веденина, звонила в милицию в начале лета с жалобами на трупный запах и оглушающе громкую музыку из их квартиры. Она настоятельно просила проверить квартиру, но никто так и не пришёл.
Последних трёх жертв маньяка (13-летнюю Анастасию Бурнаеву, 13-летнюю Евгению Барашкину и 15-летнюю Ольгу Гальцеву) мать Спесивцева заманила 24 сентября 1996 года в квартиру к сыну сама под предлогом помочь открыть дверь. Спесивцев сразу убил Настю, которая попыталась ударить его, чтобы спастись, а Женю и Олю он около месяца держал прикованными самодельными наручниками, всячески издевался, изощрённо пытал, насиловал, заставлял разрезать тело подруги и есть её останки. Всё это время в квартиру часто приходили его мать и сестра, которые видели происходящее, но ничего не предпринимали. Затем он жестоко убил Женю и заставил Олю расчленить тело и есть суп из мяса девочки вместе с ним. Кости Насти и Жени на глазах Оли грызла собака Спесивцева.

### Расследование и арест
Одно из захоронений на пустыре между педагогическим институтом и танцплощадкой милиция обнаружила в июне 1996 года; всего было обнаружено около 70 фрагментов детских тел. Эксперты установили тогда, что они принадлежат 15 детям в возрасте от 3 до 14 лет.
В это же время Спесивцев затаился, а вскоре по городу Тольятти и его окрестностям произошла серия жестоких изнасилований и убийств детей, схожих по почерку. Маньяка установили и арестовали — им оказался местный житель Олег Рыльков. Поначалу его приняли за маньяка из Новокузнецка, однако вскоре в городе исчезли три последние жертвы (Бурнаева, Барашкина и Гальцева).
За всё время расследования были проверены картотеки всех психиатрических клиник, однако Спесивцев не попадал в поле зрения следствия по причине бюрократической ошибки — согласно документам, он по-прежнему находился на лечении в Орловской психиатрической больнице.
Арестовали Спесивцева случайно — 25 октября 1996 года во время планового обхода дома с целью профилактики перед зимним отопительным периодом бригада сантехников постучалась в квартиру маньяка, но он отказался их впускать, мотивируя это тем, что он заперт по причине наличия у него психического расстройства. Сантехники вызвали участкового, который взломал дверь. В квартире оперативники обнаружили тяжело раненую Ольгу Гальцеву, в ванне они обнаружили торс девочки без рук и ног, а из бака впоследствии извлекли отрубленную голову и грудную клетку. Сам Спесивцев сумел убежать по крыше дома, однако через 2 дня (27 октября) был арестован у собственного подъезда.
Ольга Гальцева была госпитализирована и дала подробные показания против Спесивцевых, но через 3 дня умерла в больнице от перитонита и отёка лёгких.
Из показаний Ольги Гальцевой:
Когда Андрей (так Спесивцев представился жертвам) убил Настю, ночью он велел нам разрезать труп на части, чтобы легче было прятать. Он дал нам ножовку по металлу, ею мы и разрезали труп, отрезали мясо от костей ножом. Сам он этого не делал, только командовал. Мясом и костями кормил собаку. Отрезанные части мы с Женей носили в ванную, там складывали в ванну, бачок. И бабка, и женщина всё это видели, присутствовали в квартире. Это точно. Все остальные дни он бил нас с Женей. Сломал руку Жене, разбил ей голову, несколько раз зашивал ей голову сам простой иголкой с ниткой. Женя ему нравилась, и он постоянно приставал к ней, говорил: «Докажи мне, что ты не б…». Осматривал её как гинеколог и, через сколько дней — не могу сказать, изнасиловал и насиловал постоянно. Меня он не трогал, только бил. Он заставлял Женю, чтобы она зарезалась, но она говорила, что не может, и просила, чтобы он поставил ей какой-нибудь укол, чтобы она не мучилась.
В итоге Александра Спесивцева обвинили в 19 убийствах; он признался в них, но потом отказался от своих слов. Следствие смогло доказать его причастность к 4 убийствам.
Для идентификации останков жертв нужна была дорогостоящая генетическая экспертиза. В Новокузнецк была вызвана криминалистическая лаборатория, которая занимала целый вагон пассажирского поезда, однако средств на всестороннее исследование не хватило.
Точное количество жертв Александра Спесивцева не было установлено. Во время обыска в его квартире было найдено около 40 ювелирных украшений и 82 комплекта окровавленной одежды, а также порванные фотографии неизвестных детей в обнажённом виде; родственники погибших от рук маньяка детей смогли опознать не все вещи.
По оценке оперативного сотрудника МВД России Анатолия Деркача, главным мотивом Спесивцева при совершении преступлений было желание поглумиться и поиздеваться над своими жертвами, поскольку, угрожая ножом и принуждая девушек к половому акту, он заставлял их молить о пощаде, что вызывало у Спесивцева чувство собственной значительности и всесильности.

### Суд и принудительное лечение
В 1997 году Александр Спесивцев был признан виновным в убийстве Евгении Гусельниковой, совершённом в 1991 году. По заключению экспертов он совершил это преступление в состоянии вменяемости, поэтому был приговорён судом к 10 годам лишения свободы.
В 1998 году началось рассмотрение дела по статье 208 УК РФ «Организация незаконного вооружённого формирования» и 4 убийствам, совершённым в 1996 году. В Государственном научном центре социальной и судебной психиатрии имени В. П. Сербского Спесивцев прошёл новое психиатрическое освидетельствование и был признан невменяемым. В 1999 году по новому решению суда Спесивцев был отправлен на принудительное лечение в Волгоградскую психиатрическую больницу специального типа с интенсивным наблюдением (село Дворянское, Камышинский район, Волгоградская область). Первый заместитель начальника УМВД России по Новокузнецку Александр Коломиец заявил, что в случае выздоровления Спесивцеву грозит большой срок лишения свободы за преступления, которые он совершил в состоянии вменяемости.
Мать Александра, 60-летняя Людмила Яковлевна Спесивцева, призналась, что сама приводила жертв к сыну, а потом хоронила их останки. Обвинение настаивало на 15 годах лишения свободы для неё, а защита просила вынести Спесивцевой полностью оправдательный приговор; сама Спесивцева свою вину не признала. В 1999 году суд признал Людмилу Спесивцеву виновной в соучастии в трёх убийствах и приговорил к 13 годам лишения свободы с содержанием в колонии общего режима. В 2008 году она вышла на свободу, проживала вместе с дочерью в одном из посёлков вблизи города Осинники.
Надежда Спесивцева никакого наказания не понесла, так как её виновность в соучастии или укрывательстве преступлений брата судом не была установлена.

### Последующие события

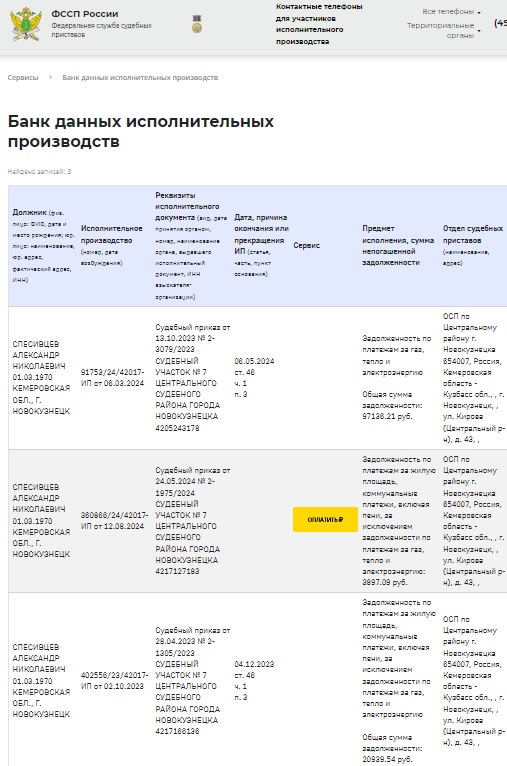
Скриншот из базы данных ФССП по Кемеровской области по состоянию на 2024 год

Губернатор Кемеровской области Аман Тулеев для успокоения общественного мнения два раза в год официально направлял запросы о состоянии Спесивцева в психиатрическую больницу.
По состоянию на 2024 год квартира №357, где происходили убийства, всё ещё числится за Спесивцевым. По данным Управления Федеральной службы судебных приставов по Кемеровской области, возбуждено три исполнительных производства по задолженности за коммунальные услуги на общую сумму порядка 100 000 рублей.
В мае 2024 года Кемеровский областной суд установил, что Спесивцев причастен ещё к 15 убийствам, в которых его первоначально обвиняли. Также была найдена выжившая жертва — на тот момент 12-летний мальчик, которого изначально обнаружили и опросили сотрудники оперативного подразделения УФСИН России по Республике Бурятия, в учреждениях подведомственных которому он содержался, таким образом спустя почти 20 лет, в 2022 году, показания последнего дали основание для дополнительной проверки по материалам СУ СК России по Кемеровской области.
В 2024 году Александр Спесивцев продолжал находиться на принудительном лечении.
16 января 2025 года решением заводского районного суда Новокузнецка дочери Натальи Юрьевны Войновой, погибшей от рук Спесивцева, был присуждён 1 000 000 рублей в качестве компенсации морального вреда. Изначально иск подавался на сумму в 10 000 000 рублей.

## Список жертв
1. Евгения Гусельникова, 1974 года рождения (17 лет). Убита в июне 1991 года.
2. Елена Валерьевна Трунова, 1975 года рождения (21 год). Убита в феврале 1996 года.
3. Елена Александровна Коткина, 1974 года рождения (22 года). Убита в апреле 1996 года.
4. Александр Викторович Носовец, 1986 года рождения (10 лет). Убит в мае 1996 года.
5. Ольга Викторовна Носовец, 1985 года рождения (11 лет). Убита в мае 1996 года.
6. Дмитрий Викторович Воробьёв, 1984 года рождения (12 лет). Убит в мае 1996 года.
7. Ирина Викторовна Воробьёва, 1982 года рождения (14 лет). Убита в мае 1996 года.
8. Николай Кровен, 1985 года рождения (11 лет). Убит в мае 1996 года.
9. Константин Черных, 1983 года рождения (13 лет). Убит в мае 1996 года.
10. Павел Иволгин, 1983 года рождения (13 лет). Убит в мае 1996 года.
11. Елена Сергеевна Сачкова, 1983 года рождения (13 лет). Убита в июне 1996 года.
12. Ольга Геннадьевна Николаева, 1981 года рождения (15 лет). Убита в июне 1996 года.
13. Надежда (фамилия неизвестна), 1956 года рождения (40 лет). Убита в июне 1996 года.
14. Валентин (фамилия неизвестна), 1961 года рождения (35 лет). Убит в июне 1996 года.
15. Наталья Юрьевна Войнова, 1977 года рождения (19 лет). Убита в июле 1996 года.
16. Галина Анатольевна Шаталина, 1984 года рождения (12 лет). Убита в августе 1996 года.
17. Ольга Валерьевна Цветаева, 1984 года рождения (12 лет). Убита в августе 1996 года.
18. Анастасия Петровна Бурнаева, 1983 года рождения (13 лет). Убита в сентябре 1996 года.
19. Евгения Михайловна Барашкина, 1983 года рождения (13 лет). Убита в октябре 1996 года.
20. Ольга Васильевна Гальцева, 1981 года рождения (15 лет). Скончалась в больнице от полученных травм в октябре 1996 года.

## В массовой культуре

### Документальные фильмы
- ТВ МВД — «Дело Спесивцевых» (1997).
- «Криминальная Россия» — «Сибирский потрошитель» (2000).
- «Пять историй» — «Убежать от маньяка» (2009).
- «Программа максимум» — «Спесивцев готовится к выходу» (2012).
- «Чистосердечное признание» — «Идёт маньяк по городу» (2013).
- «Специальный корреспондент» — «Пациенты строгого режима» (2015).

### Художественные фильмы
- «Сибирский потрошитель» (2016). Александра Спесивцева сыграл Александр Пикалов.